# Små serier - serier för de allra minsta
Små serier - serier för de allra minsta är en serie seriehäften i litet format, 10,5x15 centimeter, och innehållande 20 sidor. Till sitt utförande och målgrupp påminner de om Pixiböckerna. Små serier ges ut sedan 2004 och för utgivningen svarar Egmont Kärnan. För närvarande pågår två serier - en med disneyserier och en med Bamse. Materialet i Bamsehäftena är hämtade från 1970-talets Bamse-tidningar, medan Disneyutgåvorna innehåller nytt material med figurer från de tecknade disneyfilmerna.
Båda utgåvorna av Små serier hade ISSN 1652-1269.
| 2004 - 1. Aladdins lampa (från Bamse nummer 11/1973) - 2. Bamse blir bortrövad (2/1973) - 3. Bamse som polis (7/1973) - 4. De mystiska båtolyckorna (11/1973) - 5. På bondgården (7/1976) - 6. Gumman Trixa (4/1976) - 7. Sjöodjuret (5/1976) - 8. Järnmannen (6/1976) 2005 - 9. Bamses rymdfärd (3/1974) - 10. I farligt vatten (11/1974) - 11. Bamse försvinner (5/1977) - 12. Bamse och Hoppa-Tossa (10-11/1977) 2006 - 13. Bamse i Jättedalen (9/1974) - 14. Bamse på Hajön (9/1977) | 2004 - 5. Aristocats och snyltgästen - 6. Simba - den oslagbare - 7. Mowgli och hans riktige vän - 8. Flax - en riktig hjälte - 9. Timon & Pumba vid vattnet - 10. Nemo och den bästa dagen - 11. Nalle Puh och den stora bakdagen - 12. Björnbröder leker kurragömma 2005 - 13. Bambi och dagen vid vattnet - 14. Mowgli har kul i djungeln - 15. Nalle Puh har kul i snön - 16. Dansa med Toy Story - 17. Lady och Lufsen: En underbar dag - 18. Peter Pan: Tingeling hjälper till - 19. Nemo får en pärla - 20. Heffaklumpen på picknick - 21. Simba - starkast av alla - 22. Ariel blir räddad - 23. Woodys stressiga dag - 24. 101 damatinerna: TV-stjärnorna 2006 - 25. Belle och slottstjuven - 26. Nemo och barracudan - 27. Simba och regnbågen - 28. Peter Pan och gåvoträdet |

## Små sagor
Redan under åren 2002-2004 utkom Egmont Kärnan med en serie snarlika häften. Formatet var dock något annorlunda (12x12 cm) och titeln var Små sagor. Innehållet hämtades från flera olika svenskproducerade barnserier från 1970- och 1980-talen
Dessa tidningar hade ISSN 1651-3185.
| 2002 - 1. Bamse: Skattkistan (från Bamse nummer 7/1975) - 2. Bamse: Spökborgen (Bamse 2/1973) - 3. Bamse: Vargen och dunderhonungen (Bamse 4/1975) - 4. Bamse: Lille Skutt blir bortrövad (Bamse 9/1973) - 5. Goliat och yxan (Goliat 1/1982) - 6. Goliat och hästen blir hjältar (Goliat ?/1982) - 7. Goliat och den lilla katten (Goliat 3/1982) - 8. Goliat träffar Ulrika (Goliat 3/1982) - 9. Bobo och flaxkikaren (Bobo 1/1978) - 10. Bobo och jägaren (Bobo 1/1979) - 11. Bobo, Klara och korpen Hugge (Bobo 1/1978) - 12. Bobo möter Tjing-Tjong (Bobo 2/1978) 2003 - 13. Kalle Stropp och Grodan Boll: Raketfärden (Goliat ?/198?) - 14. Kalle Stropp och Grodan Boll: Tåget i tunneln (Goliat ?/198?) - 15. Kalle Stropp och Grodan Boll: Ugglorna i tornet (Goliat ?/198?) - 16. Kalle Stropp och Grodan Boll: Man ordnar ett tivoli (Goliat ?/198?) - 17. Goliat: Nybyggarna (Goliat 4/1982) - 18. Goliat: Utan krus (Goliat 8/1982) - 19. Goliat: Straffstenen (Goliat 5/1982) - 20. Goliat: Vargen (Goliat 10/1982) | - 21. Kalle Stropp och Grodan Boll - 22. Kalle Stropp och Grodan Boll - 23. Kalle Stropp och Grodan Boll - 24. Kalle Stropp och Grodan Boll - 25. Pellefant: Bankrånarna (Pellefant 60/1970) - 26. Pellefant: Önskeringen (Pellefant 56/1970) - 27. Pellefant: Skattkartan (Pellefant 47/1969) - 28. Pellefant: Dubbelgångaren (Pellefant 11/1974) - 29. Tom & Jerry - 30. Tom & Jerry - 31. Tom & Jerry - 32. Tom & Jerry 2004 - 33. Tom & Jerry - 34. Tom & Jerry - 35. Tom & Jerry - 36. Tom & Jerry |